# Repollal
Repollal es una localidad la comuna de Guaitecas,  ubicada en la isla Ascensión, en el archipiélago de las Guaitecas, Región de Aysén, Chile. Cuenta con tres sectores —Repollal Alto, Repollal Medio y Repollal Bajo—, y se encuentra a 15 kilómetros al oeste de la localidad de Melinka.
Surgió de forma paulatina por el asentamiento de colonos pescadores y agricultores, y según la tradición, su nombre proviene de una plantación de repollos de un colono en una isla cercana a Repollal Bajo.